# Хартьес, Леннард
Леннард Хатьерс (нидерл. Lennard Hartjes; род. 7 апреля 2003, Спейкениссе) — нидерландский футболист, полузащитник клуба «Эксельсиор».

## Клубная карьера
Хатьерс — воспитанник клубов «Спейкениссе», «Спарта» и «Фейеноорд». 12 августа 2021 года в матче квалификации Лиги конференций против швейцарского «Люцерна» он дебютировал за основной состав последних. В 2022 году Леннард помог клубу выйти в финал Лиги конференций. Летом того же года Хатьерс на правах аренды перешёл в «Роду». В матче против «Ден Босха» он дебютировал в Эрстедивизи. 30 января 2023 года в поединке против ПЕК Зволле Леннард забил свой первый гол за «Роду».
10 июля 2023 года до конца сезона перешёл на правах аренды в «Эксельсиор».
26 июля 2024 года подписал трёхлетний контракт с «Эксельсиором».